# Leucula simplicaria
Leucula simplicaria là một loài bướm đêm trong họ Geometridae.